# Ranko Žeravica
Ranko Žeravica, né le 17 novembre 1929 à Novo Milosevo (royaume de Yougoslavie) et mort le 29 octobre 2015 à Belgrade (Serbie), est un entraîneur serbe de basket-ball.

## Biographie
Cet entraîneur a, durant sa carrière, entraîné de nombreux clubs, tant en Yougoslavie avec le KK Partizan Belgrade qu'il dirige à trois reprises, où l'Étoile rouge de Belgrade et KK Split. Il entraîne également en Italie et en Espagne, en particulier au FC Barcelone.
Sa renommée est surtout due à sa carrière avec l'équipe de Yougoslavie. Il dirige celle-ci lors de trois tournois olympique, obtenant le titre suprême lors des jeux Olympiques de 1980 à Moscou. Pour sa première participation, il remporte l'argent lors des jeux Olympiques de 1968 à Mexico.
À ce titre olympique, il ajoute un titre mondial obtenu à Ljubljana lors  du mondial 1970, et une médaille d'argent lors de l'édition 1967 et de bronze en 1982. 
Sur la scène européenne, il obtient deux médailles d'argent en 1969 et 1971.
Il est nommé au « Hall of Fame » de la FIBA.

## Club
- 1971-1974 :  KK Partizan Belgrade
- 1974-1976 :  FC Barcelone
- 1976-1978 :  KK Partizan Belgrade
- 1978-1980 :  KK Pula
- 1980-1986 :  Étoile rouge de Belgrade
- 1987-1989 :  CAI Zaragoza
- 1989-1990 :  Irge Desio
- 1990-1991 :  Filodoro Napoli
- 1990-1991 :  Conservas Daroca
- 1991-1992 :  KK Split
- 1993-1994 :  Onyx Caserta
- 1995-1996 :  KK Partizan Belgrade
- 1996-1997 :  Étoile rouge de Belgrade
- 2002-2003 :  CAI Basket Zaragoza

## Palmarès

### Club
compétitions internationales 
- Vainqueur de la Coupe Korać : 1978

 compétitions nationales 
- Champion de Yougoslavie 1996

### Jeux olympiques d'été
- jeux Olympiques de 1980 à Moscou, URSS
  -  Médaille d'or
- jeux Olympiques de 1972 à Montréal, Canada
  - 5e
- jeux Olympiques de 1968 à Mexico, Mexique
  -  Médaille d'argent

### Championnat du monde
- - Championnat du monde 1982, Colombie
  -  Médaille de bronze
  - Championnat du monde 1970 à Ljubljana, Yougoslavie
  -  Médaille d'or
  - Championnat du monde 1967 à Montevideo, Uruguay
  -  Médaille d'argent

### Championnat d'Europe
- Championnats d'Europe 1971, Allemagne de l'Ouest
  -  Médaille d'argent
- Championnats d'Europe 1969, Italie
  -  Médaille d'argent
- Championnats d'Europe 1967, Finlande
  - 9e